# Waldburg (Burg)
Das Schloss Waldburg ist das Stammhaus des Truchsessen- und Reichsfürstengeschlechts Waldburg. Es wurde ursprünglich im 11. Jahrhundert als Burg errichtet und steht auf der Gemarkung der Gemeinde Waldburg im Landkreis Ravensburg in Oberschwaben. Trotz eines Ausbaus im 16. Jahrhundert zu einem schlossähnlichen Gebäude wird es auch heute meist als „Burg“ bezeichnet. Die Waldburg gilt auch als Wahrzeichen Oberschwabens. Heute verzweigen sich zwei Fürstenhäuser von der Waldburg: die Linie Waldburg-Wolfegg zu Waldsee und die Linie Waldburg-Zeil.

## Frühgeschichte des Hauses Waldburg
Die Dienstmannen von Tanne übernahmen Besitz und Ämter des älteren Hauses Waldburg. Höchstwahrscheinlich waren sie mit jenem verwandt. Die von Waldburg und von Tanne gehörten zu den Dienstmannen, also Ministerialen der Welfen. Nach dem Tod Welfs VI. im Jahr 1191 wurden sie Ministerialen der staufischen Herzöge.
Eberhard von Tanne-Waldburg (1170–1234) gilt als der eigentliche Stammvater des Hauses Waldburg, das seit 1217 diesen Namen führte. Eberhard wurde 1225 erstmals Reichstruchseß genannt. Sein Neffe war Schenk Konrad von Winterstetten. Beide waren von 1220 bis 1225 als Vormünder und Ratgeber König Heinrichs (VII.) tätig. Zu jener Zeit wurden die Reichskleinodien auf der Waldburg verwahrt.
Während der Regierungszeit Kaiser Friedrichs II. und seiner Söhne sind folgende Persönlichkeiten bekannt: zwei Bischöfe von Konstanz, Eberhard II. Truchseß von Waldburg, Erzbischof von Salzburg 1200–1246, Graf von Regensberg 1269–1291, Bischöfe von Brixen, Straßburg und Speyer. Des Weiteren stellten sie für lange Jahre den kaiserlichen Protonotar. Dies entspricht dem Statthalter des Königs.
Um 1214 wurde dem Haus die Verwaltung des Truchsessenamtes im Heiligen Römischen Reich übertragen. Von 1419 bis 1806 war das Amt Bestandteil des Namens (Truchsess bzw. ab 1525 Reichserbtruchsess von Waldburg).
Nach dem Niedergang der Staufer gelang es dem Haus Waldburg, sich als reichsunmittelbares Adelsgeschlecht zu etablieren. Im 14. Jahrhundert befanden sich die Waldburger in der Gunst Kaiser Ludwigs des Bayern als auch der Habsburger. Sie brachten die Stadt Isny, die Herrschaft Trauchburg und die Herrschaft Zeil in ihren Besitz und erlangten 1406 zudem die Pfandschaft der fünf Städte Mengen, Munderkingen, Riedlingen, Saulgau und Waldsee. Somit war das Territorium der Waldburger im Laufe des 14. Jahrhunderts beträchtlich angewachsen.
Das Haus Waldburg nahm mit einem Kontingent am 9. Juli 1386 an der Schlacht bei Sempach auf der Seite der Habsburger teil, wobei Otto von Waldburg fiel. Sein Wappen ist in der Schlachtkapelle von Sempach abgebildet und in der Liste der gefallenen Adeligen auf Habsburger Seite in der Schlacht bei Sempach verzeichnet.
Im 15. Jahrhundert waren Vertreter des Hauses Waldburg häufig Landvögte in Ober- und Niederschwaben.

## Wappen der Waldburg

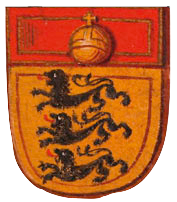
Waldburger Wappen

Das Wappen der Waldburg zeigt die drei schwarzen Löwen auf goldenem Grund. Diese drei Löwen haben die Waldburger schon 1222 unter Stauferkaiser Friedrich II. als Hauswappen geführt. Nach der Enthauptung des letzten Staufers Konradin haben die Waldburger die Stauferlöwen übernommen und weitergeführt. Der rote Balken steht für die Blutgerichtsbarkeit auf der Waldburg. Der Reichsapfel steht für das Truchsessenamt auf der Waldburg. Seit 1526 ist die Reichserbtruchsessenwürde eine vererbbares Amt auf der Waldburg.

## Geographische Lage

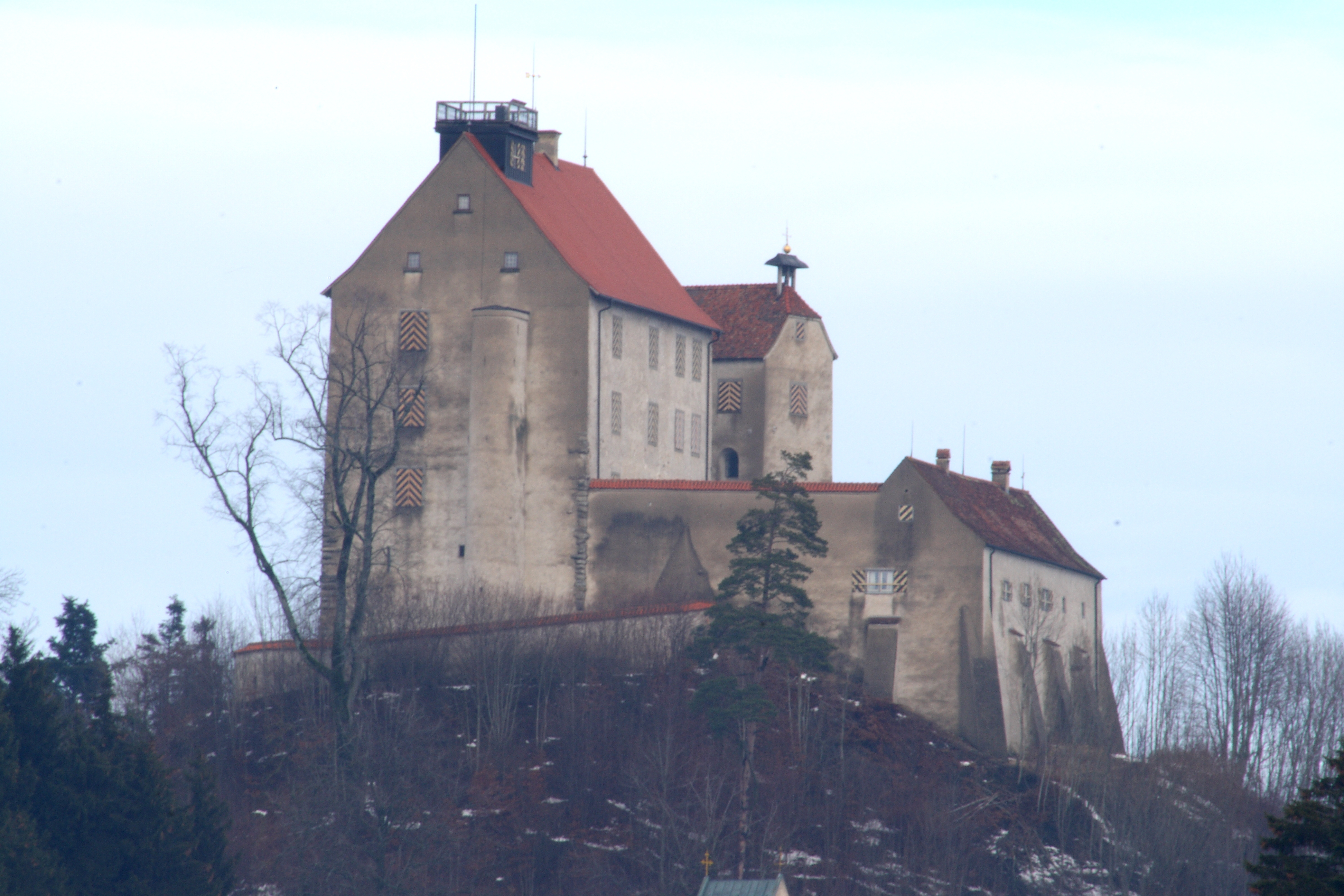
Die Westansicht der Waldburg

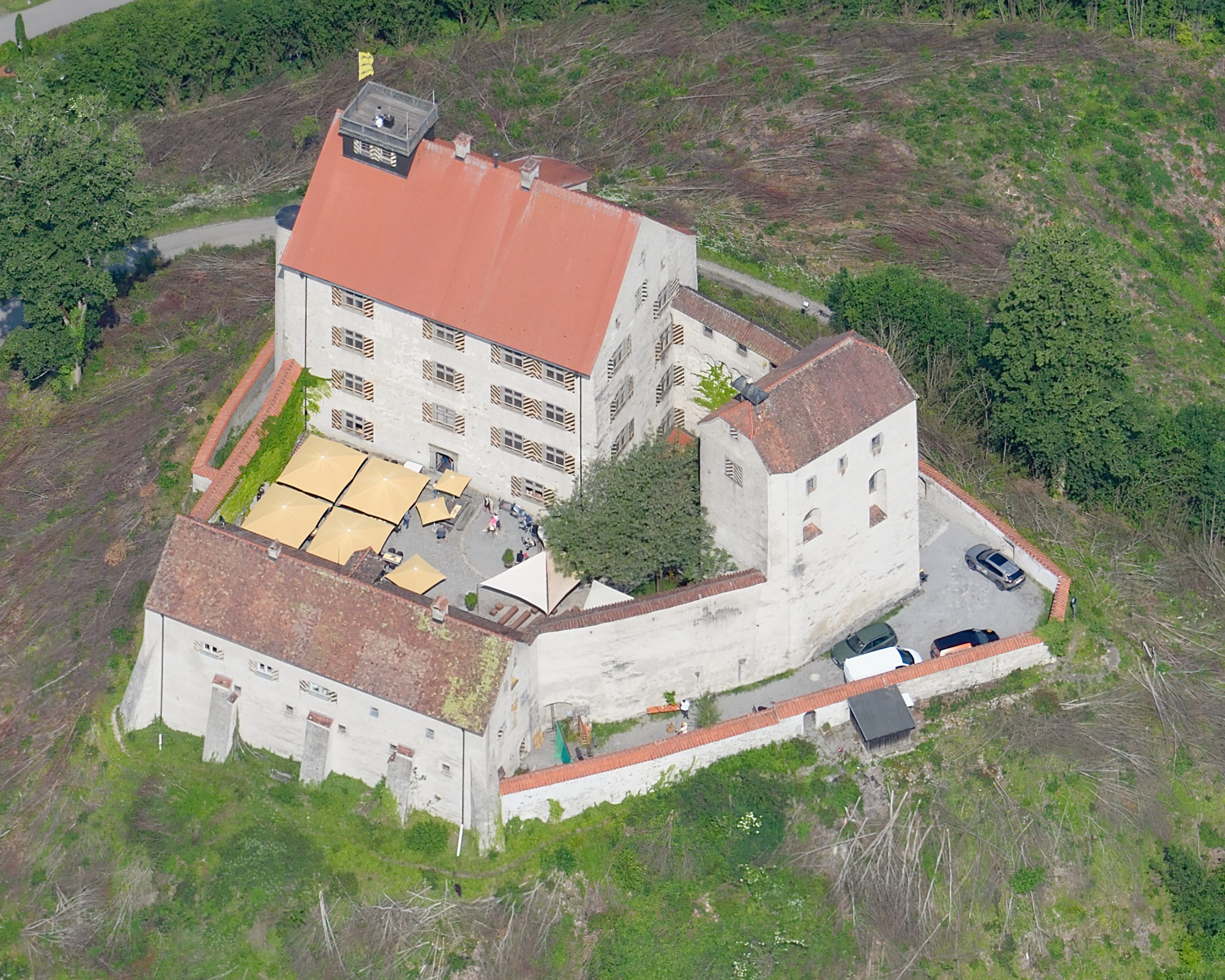
Luftaufnahme aus Südwesten

Die Gipfelburg befindet sich auf einer natürlichen Erhebung, einem Drumlin aus der Würmeiszeit, in 772 Meter Höhe. Die erhöhte Lage mit Fernsicht (bei geeigneter Wetterlage) westlich bis zum Hohentwiel bei Singen, nördlich bis zum Ulmer Münster, östlich weit in das Alpenvorland und südlich bis weit in die Schweizer Alpen machte die Waldburg im frühen 19. Jahrhundert zu einem wichtigen trigonometrischen Punkt der Vermessung des Königreiches Württemberg. Für diesen Zweck wurde die Altane 1818 auf das Dach aufgesetzt. Der steile Drumlin bietet schon durch seinen sehr großen Böschungswinkel einen fast idealen militärischen Schutz für eine Burganlage, erschwerte aber auch den Bau und Ausbau über sieben Jahrhunderte erheblich. Heute ist der Burgberg gut begehbar und asphaltiert. Der Fußweg ist mit Themenstelen zur Geschichte der Waldburg gestaltet. Die Themenstelen sind mit einem Kinderquiz versehen.
Die Burg war bis in die 1980er Jahre stark bewaldet. Durch gezielte Schlagrodung Anfang der 1990er Jahre zur Wiedereröffnung für die Öffentlichkeit 1996 wurde der Blick auf die Burg wieder in den alten Zustand versetzt. Sowohl tagsüber als auch nachts mit Beleuchtung ist die Burg ein sehr markanter und wichtiger Orientierungspunkt in Oberschwaben. Die Waldburg befindet sich im Dreiländereck Deutschland, Österreich und der Schweiz zwischen den Städten Wangen im Allgäu, Ravensburg und Lindau am Bodensee.

### Angebliche Sicht bis zum Mont Blanc

Alpenblick von der Waldburg aus gesehen

Über Jahrzehnte wurde damit geworben, dass man den über 300 km entfernten Mont Blanc bei besten Sichtbedingungen von der Aussichtsplattform der Waldburg sehen könne. Diese irrige Annahme beruht auf einer Panoramazeichnung des Ravensburger Professors und Pfarrers Albert Steudel (1822–1890), der von mehreren Aussichtspunkten im Umfeld des Bodensees Alpenpanoramen erstellte. Mit modernen technischen Hilfsmitteln stellte sich jedoch heraus, dass es sich bei dem vermeintlichen Mont Blanc lediglich um das etwa sechs Kilometer hinter dem Eiger stehende, zu den Berner Alpen gehörende, 3641 m hohe Goldenhoren handelt, das rechts hinter dem Eiger hervorschaut. Das Goldenhoren trägt, wie der Mont Blanc, eine Firnkappe und ist 190 km von der Waldburg entfernt. Auch weicht die Richtung, in der der Mont Blanc steht, um +1,1° von der, die Albert Steudel annahm, ab. Die auf über 300 km beachtliche Erdkrümmung sowie die zwischen der Waldburg und dem Mont Blanc stehenden Gebirge (unter anderem der 3136 m hohe Sattel zwischen Gspaltenhorn und Tschingelspitz) verhindern, dass man den höchsten Alpenberg von der Waldburg aus sehen kann.

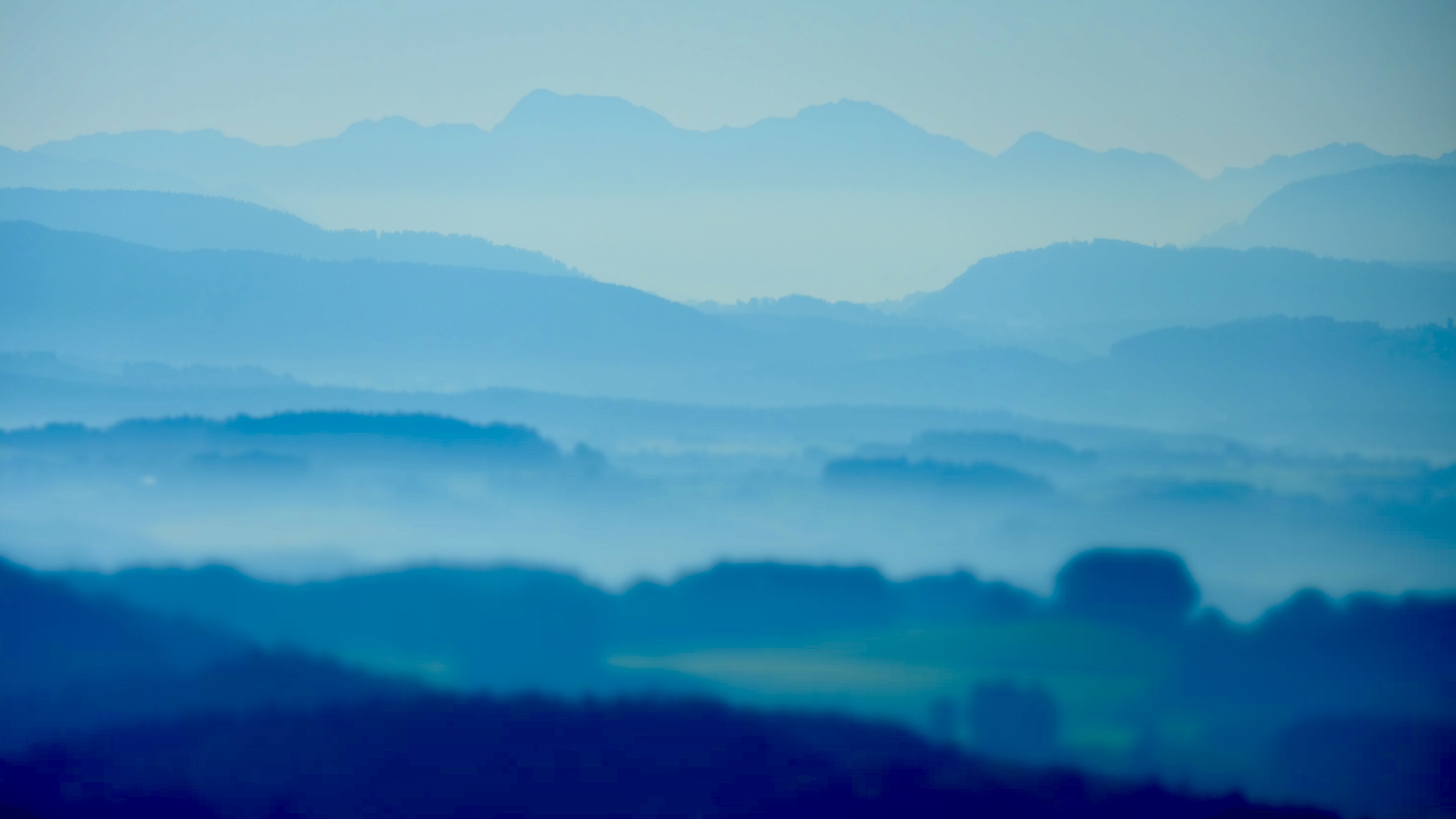
Waldburg Blick über Oberschwaben

Das überwältigende Panorama war es, das schon Gustav Schwab, den berühmten schwäbischen Schriftsteller, dazu animierte, den Lesern seines 1827 erschienenen Handbuchs für Reisende und Freunde der Natur, Geschichte und Poesie, den Besuch der Waldburg zu empfehlen. Die Waldburg und die sich davor ausbreitende Landschaft haben sich seit den Zeiten Schwabs kaum verändert. Bei günstigem Wetter haben die Besucher von der auf 772 m über Meereshöhe thronenden Burg einen unvergleichlichen Blick von den Allgäuer Alpen über das oberschwäbische Voralpengebiet und den Bodensee hinweg bis ins Berner Oberland.
Der Respekt der Grafen und Fürsten von Waldburg gegenüber dem Erbe ihrer Vorfahren mag es gewesen sein, dass über Jahrhunderte der namensgebende, zu einem landschaftsprägenden Symbol gewordene Stammsitz der Familie hoch in Ehren gehalten und nur behutsam umgebaut und erweitert wurde. Im Zuge der jüngsten, 1996 abgeschlossenen Sanierung konnten dank umfassender bauhistorischer Untersuchungen eine Fülle von neuen Fakten gewonnen werden, die unser Geschichtsbild wesentlich bereichern.

## Geschichte

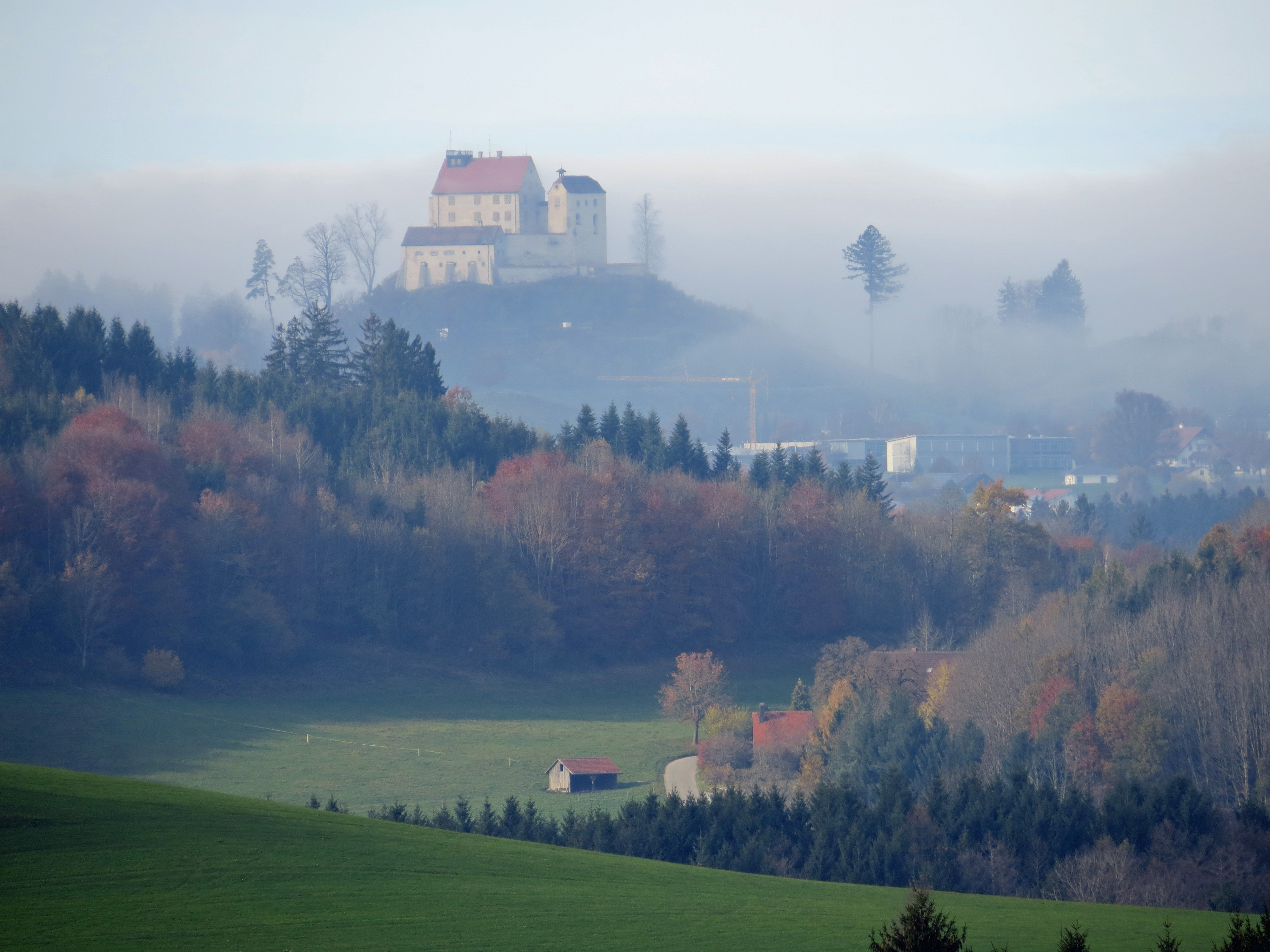
Die Waldburg von Südosten

Die erste Gründung der Burg geht auf das 11. Jahrhundert zurück. In dieser Zeit erhielt die Familie von Waldburg von den Welfen ein Amtslehen. In der ersten Hälfte des 13. Jahrhunderts wurde die Burg grundlegend umgebaut, der Palas wurde bis zum zweiten Obergeschoss neu errichtet. Bis heute ist die Burg komplett original erhalten. Die Burg wurde nie zerstört und ist nie abgebrannt. Teile des Dachstuhles sind datiert in das Jahr 1399.

### Baugeschichte nach Stefan Uhl

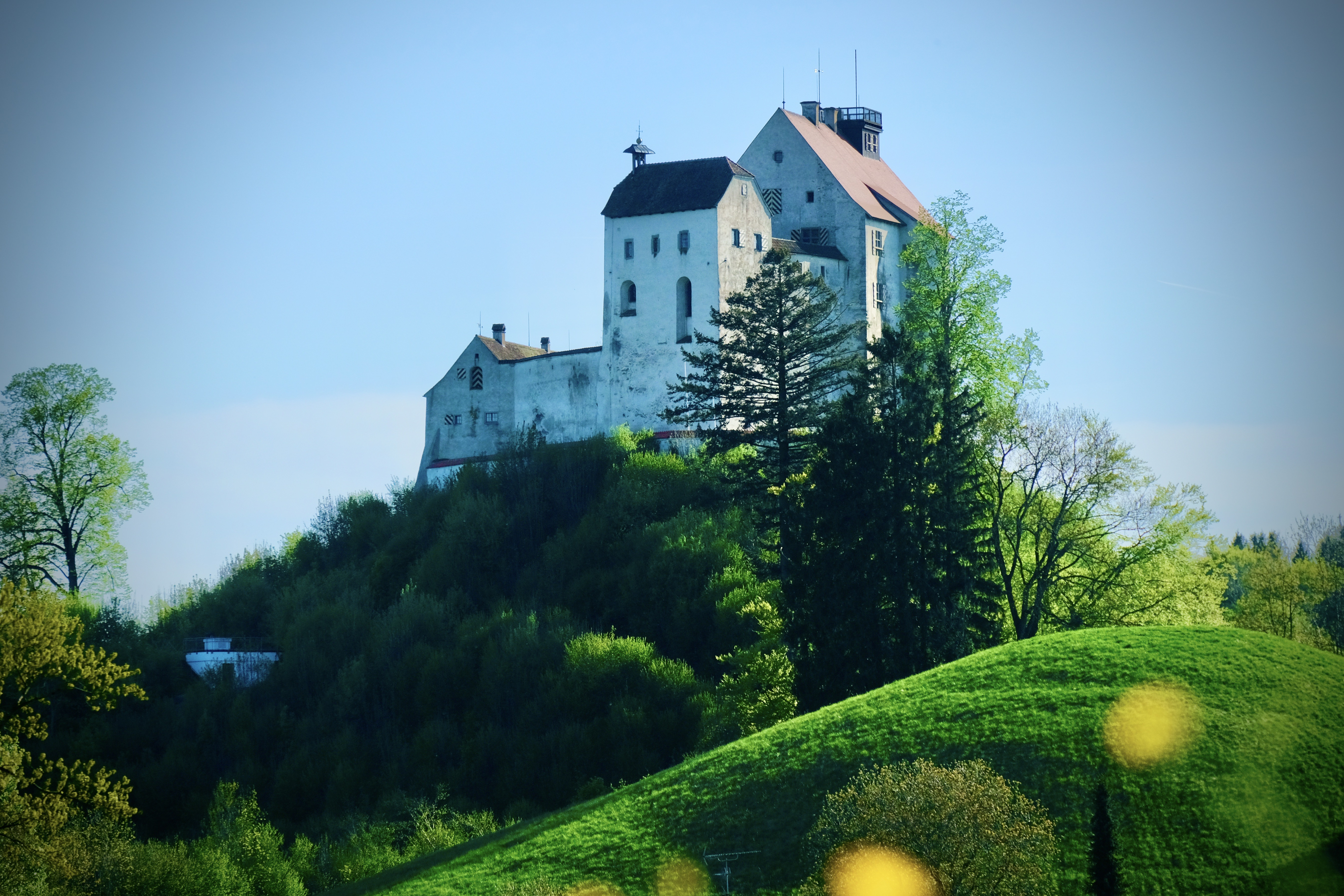
Waldburg von Norden

Der steile aufragende Drumlin am Südrand des Altdorfer Waldes bot sich als Bauplatz für eine Burg an. Zum einen hatte man von hier aus eine gute Sicht auf das Umland, zum anderen konnte man mit diesem weithin sichtbaren Bauwerk waldburgisches Selbstbewusstsein und Machtanspruch demonstrieren. Da die relativ kleine Bergkuppe keine Ausdehnung der Gebäude in die Fläche zuließ, entwickelte sich die Burg in die Höhe.
Die Burganlage besteht aus dem Palas, dem Kapellenturm und dem Wirtschaftsgebäude, die untereinander durch Mauern verbunden sind. Auf der hohen Schildmauer zwischen Kapellenturm und Palas sitzt ein gedeckter Wehrgang. Knapp um die Burg gelegt ist auf nördlicher und westlicher Seite die Ringmauer. Der westlich an den Berg steil hinaufgeführte Burgweg führt zu einem zinnenbekrönten, heute offenen Eingangstor, das ursprünglich vielleicht durch eine Zugbrücke geschützt war.
Aus der Gründungszeit der Waldburg haben sich keine sichtbaren Bauteile erhalten, doch lassen sich die bei der Fertigstellung der Außenanlage 1996 im Hof ans Tageslicht gekommenen massiven Fundamente auf das späte 11. Jahrhundert datieren. Nach dem ergrabenen Befund hatte diese Gründungsanlage eine wesentlich geringere Ausdehnung als heute und bestand lediglich aus dem Palas, dem Kapellenturm und kleineren Gebäuden im Hofbereich; das heutige Wirtschaftsgebäude existierte noch nicht. Im 12. oder frühen 13. Jahrhundert entstanden die ältesten, noch sichtbaren Teile der Anlage. Der Kapellenturm erreichte allerdings nur etwa die Hälfte der jetzigen Höhe, hatte eine geringere Ausdehnung und diente mit seiner großen Öffnung im Norden als Torturm. In die erste Hälfte des 13. Jahrhunderts datiert eine umfassende Baumaßnahme, die das Bild der Waldburg bis heute prägt. Der Palas wurde vollständig neu errichtet. Die bis zum zweiten Obergeschoss des Palas hochreichenden Eckbuckelquader sind augenfälligstes Merkmal dieser stauferzeitlichen Bauphase. Der Zugang zum Erdgeschoss erfolgte über ein Rundbogentor an der Ostseite. Licht erhielt das Gebäude über Lichtschlitze: im Untergeschoss, in dem Lagerräume untergebracht waren, grob gefasste und im Erdgeschoss solche mit sorgfältig gearbeiteten Werksteingewänden. Das als Repräsentationsgeschoss dienende erste Stockwerk war durch mehrteilige spitzbogige Fenster ausgezeichnet. Gleichzeitig mit dem Neubau des Palas wurde der Haupteingang vom Kapellenturm an die heutige Stelle verlegt.
In Zusammenhang mit der Stiftung einer Kaplanei für eine Nikolauskapelle 1315 steht wohl die Erweiterung der Grundfläche des Kapellenturms auf die heutige Ausdehnung und seine Aufstockung um das Jahr 1323 unter Truchseß Johannes I. (1291–1339). Erst damals wurde die Kapelle im damaligen Torturm eingerichtet, über deren Ausstattung allerdings keine Nachrichten vorliegen. Schließlich erhöhte man unter Johannes II. (1362–1424) 1401 das Gebäude auf die heutige Höhe und schuf Zugänge, die über außenliegende hölzerne Treppen zu erreichen waren. Einige dieser später zugemauerten Wandöffnungen sind im Außenputz noch zu sehen. In der gleichen Bauphase wurden auf den stauferzeitlichen Unterbau zwei weitere Geschosse mit unregelmäßig eingestreuten, tuffsteingefaßten Fensteröffnungen auf allen Seiten gesetzt.

### Baumaßnahmen im 16. und frühen 17. Jahrhundert

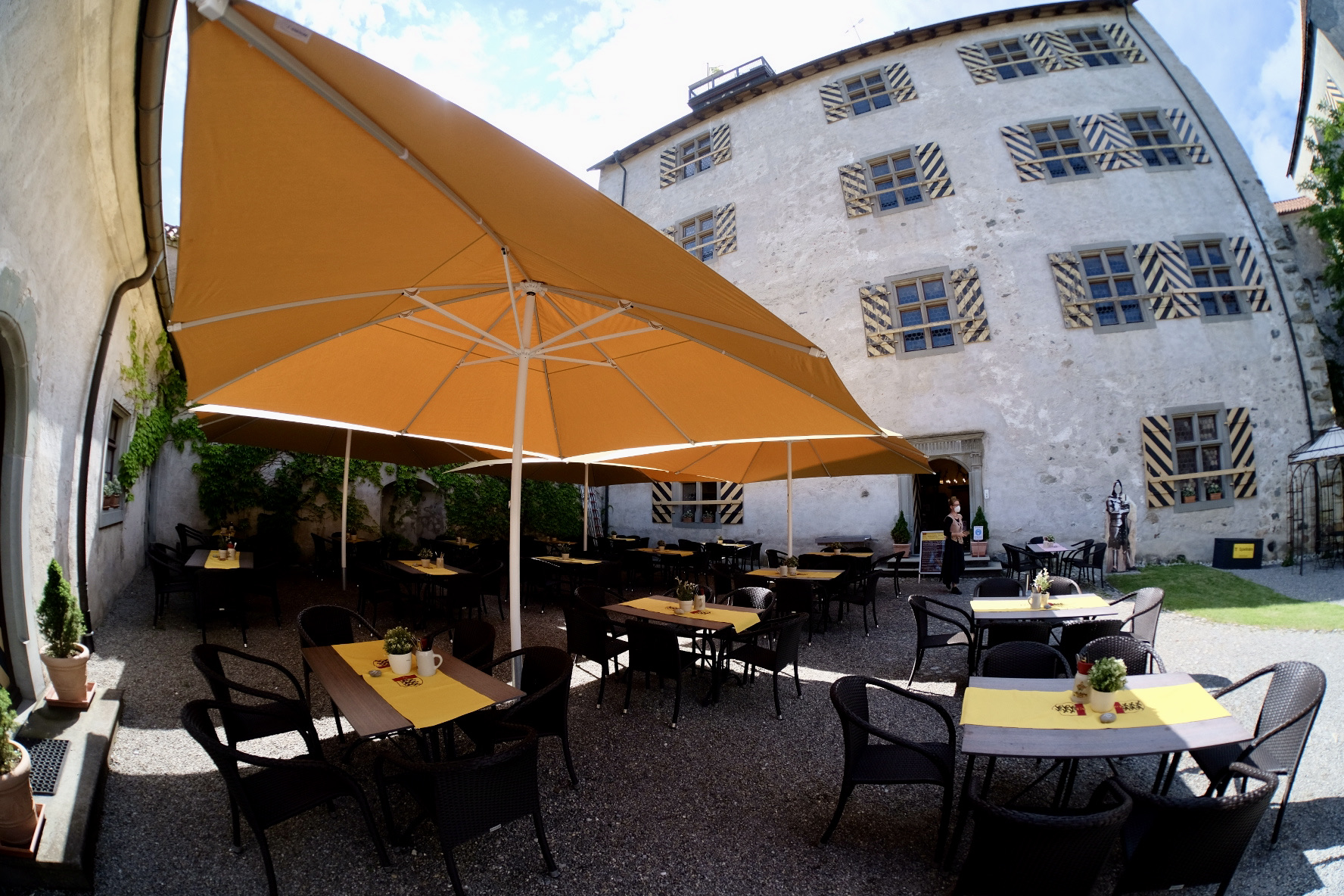
Palas der Waldburg mit Fenster zum historischen Innenhof

Die Mitte des 16. Jahrhunderts einsetzende Bautätigkeit ist ein Indiz für die Wertschätzung der Burg unter Truchseß Georg IV. (1523–1562), der ab etwa 1550 ihr Besitzer geworden war. Entgegen der auf einem Flugblatt aus dem Jahre 1525 verbreiteten Behauptung, die Burg sei im Bauernkrieg zerstört worden, blieb die Anlage unversehrt. Weder mündlich noch urkundlich wird ein solcher Vorgang überliefert oder bestätigt. Zwischen 1550 und 1570 baute man das Innere des Palas vollständig nach den zeitgenössischen Wohn- und Repräsentationsbedürfnissen um. Damals entstand die annähernd regelmäßige Raumaufteilung wie wir sie heute noch vorfinden. Jedes der drei Stockwerke und das Erdgeschoss wurden in drei Zimmer aufgeteilt, von denen die seitlichen, je nach Bedarf, nochmals unterteilt wurden. So entstanden in der Mitte ein breiter Flur und seitlich die Wohnräume. An der Außenfassade tritt diese Aufteilung in den relativ gleichmäßig gereihten, sandsteingefaßten Kreuzstockfenstern zutage.

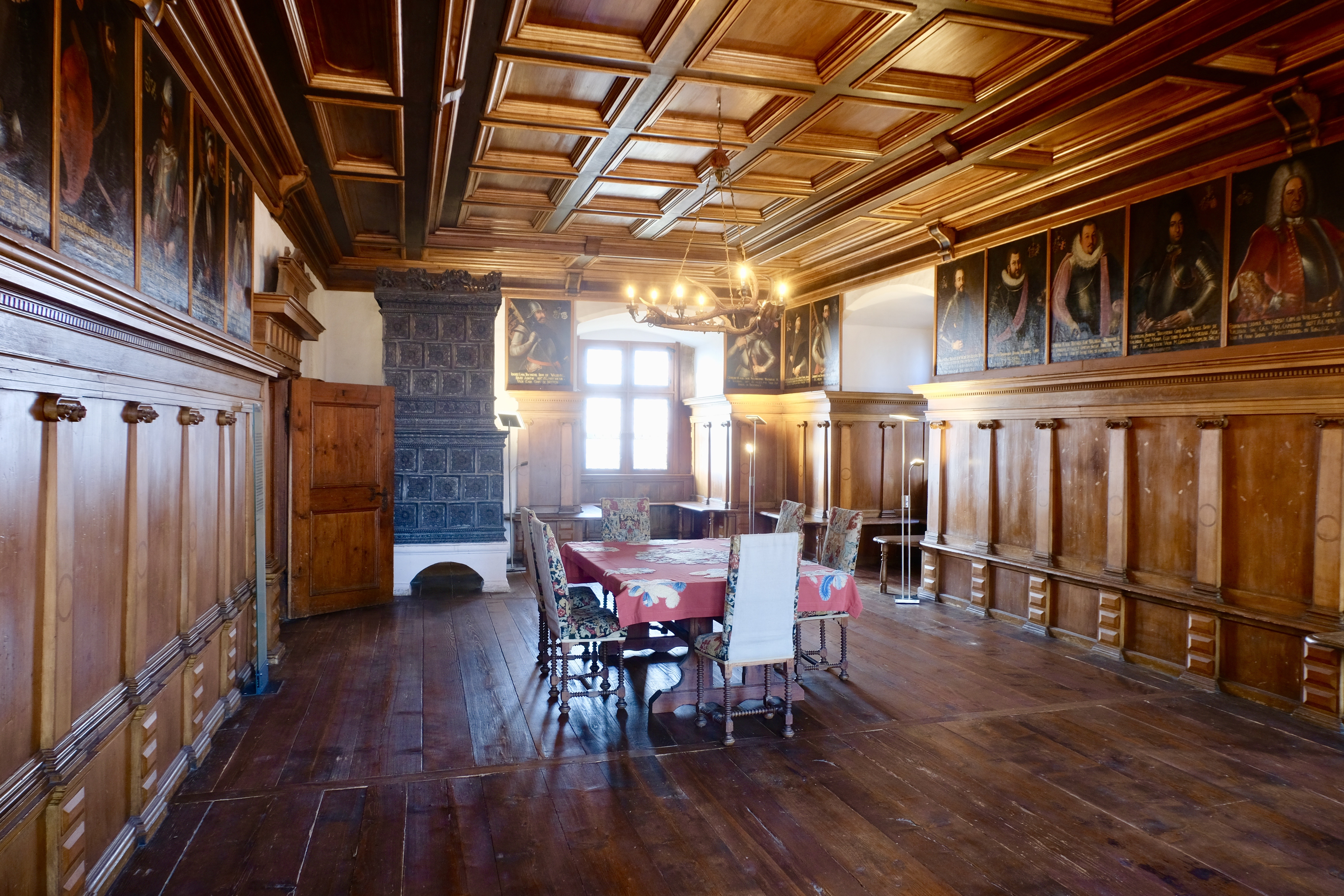
Rittersaal der Waldburg

Das in der Mitte der Fassade liegende Eingangsportal erhielt einen reliefierten Sandsteinrahmen mit Pilastern und einen Bogenschluss mit Blattdekor. Die Erschließung der Stockwerke erfolgte über einen Wendeltreppenturm mit der von einem Konstanzer Steinmetz angefertigten steinernen Treppenspindel. Im Erdgeschoss wurden die Räume für das Personal und die Verwaltung eingerichtet, im ersten Obergeschoss, dem piano nobile, lag als wichtigster repräsentativer Raum der Rittersaal mit umlaufendem Wandtäfer und plastischer Holzfelderdecke. Im westlichen Teil dieses Geschosses lag eine hofseitige Kammer und eine rückwärts liegende Stube. In den zwei darüberliegenden Stockwerken befinden sich weitere Kammern und Stuben mit teilweise aufwendigen Holzdecken und einfacheren hölzernen Wandverkleidungen und Türrahmungen. Einen Fortschritt in hygienischer Hinsicht stellt der Abortturm an der Westfassade dar, der von jedem Stockwerk aus von der jeweiligen hofseitigen Kammer aus zugänglich ist. Schließlich verband man Palas und Kapellenturm in Höhe des zweiten Obergeschosses mit einem gedeckten Gang.
Aus der Zeit des Dreißigjährigen Krieges wird berichtet, dass die Schweden die Burg 1632 plünderten, aber keinen größeren Schaden an der Bausubstanz anrichteten. Noch 1646 steht die Waldburg „ganz öde“. Wenn überhaupt, dürfte man sich angesichts der schlechten wirtschaftlichen Lage wohl auf den Bauunterhalt und notwendige Reparaturen beschränkt haben. Um 1686 musste man das vermutlich marode gewordene Krüppelwalmdach des Palas durch das heute noch vorhandene Satteldach ersetzen.
Reichserbtruchseß Ferdinand Ludwig (1678–1735) nahm als letzte große Maßnahme auf der Waldburg ab 1728 die Umgestaltung der Kapelle in Angriff. Nach Plänen des Architekten Johann Georg Fischer (1673–1747), auf den auch der Neubau der Stiftskirche in Wolfegg zurückgeht, wurde ein zweigeschossiger Kapellenraum mit Empore und großen seitlichen Rundbogenfenstern geschaffen. Der elegante, aber zurückhaltende Stuck an der Decke und der Emporenbrüstung stammt von einem unbekannten Stukkateur, das Deckengemälde mit der hl. Waldburga, einer der Hausheiligen des Hauses Waldburg, von Johann Gabriel Roth, einen im Wolfegger Schloss vielbeschäftigten Künstler. Im Stockwerk über der Kapelle richtete man eine Kaplanswohnung ein, an deren Decke Roth ein Fresko mit einer Darstellung der Flora malte.

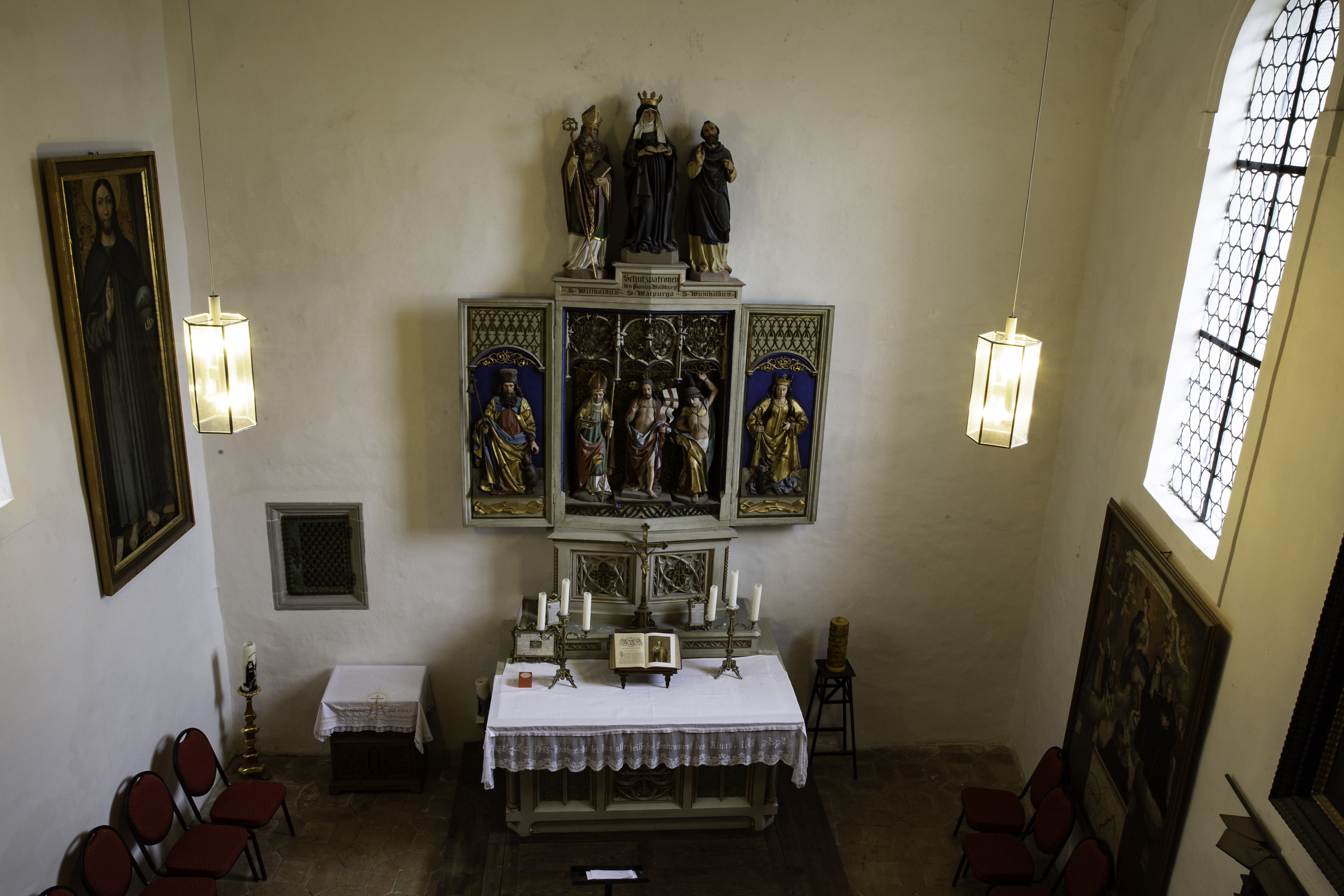
Kapelle der Waldburg von der Empore aus

Über die nicht wandfeste Ausstattung der Burgkapelle im 18. Jahrhundert liegen keine Quellen vor. Ende des 19. Jahrhunderts ließen Fürst Franz und seine Gemahlin Sophie einen aus dem Spätmittelalter stammenden Flügelschrein mit Skulpturen um eine in neugotischer Manier gehaltene Mensa und eine Predella ergänzen. Auf dem Schrein stellte man neu gefertigte Skulpturen der drei Hausheiligen Willibald, Wunibald und Waldburga. Ursprünglich war die Wand hinter dem Altar mit Schablonenmalerei verziert, die aber bereits in der ersten Hälfte des 20. Jahrhunderts teilweise überstrichen wurde.
Bei allen drei Stauferkaisern (Friedrich I., Heinrich VI., Friedrich II.) hatten die Waldburger das Amt des Truchsessen inne. Während der Regierungszeit Friedrichs II. war der Reichskleinodien des Heiligen Römischen Reiches auf der Waldburg untergebracht.
Mitte des 16. Jahrhunderts unter Georg IV. von Waldburg wurde die Burg zu einem schlossähnlichen Wohn- und Herrschaftssitz ausgebaut. Ab dem 17. Jahrhundert wurde die Burg nur noch sporadisch von der Familie Waldburg bewohnt, und die Bautätigkeit nahm ab.

## Heutige Nutzung
Heute beherbergt die Burg in ihrem Palas ein Museum und ist von Mitte März bis Anfang November zur Besichtigung geöffnet. Das Museum auf der Waldburg zeigt die Reichskleinodien des Heiligen Römischen Reiches, der Bauernkrieg wird thematisiert, ein Faksimile der Amerikakarte von Martin Waldseemüller ist in der Dauerausstellung zu sehen (Weltdokumentenerbe). Das Museum bietet für Schülerpädagogik und junge Menschen spezielle Angebote. Dabei ist auch eine Aussichtsplattform auf dem Dach des Palas zugänglich, auf der sich ein trigonometrischer Punkt befindet. Hier ist der Bodensee, die Alpenkette und Oberschwaben zu sehen. Ein 360 Grad Panoramablick. Die Burgkapelle wird für kirchliche Trauungen verwendet. Teile des Museums und der Gewölbe stehen auch für Hochzeitsfeiern zur Verfügung. Zu den Öffnungszeiten des Museums wird im Innenhof der Waldburg gastronomische Bewirtung angeboten. Spezielle mittelalterliche Veranstaltungen gibt es zu bestimmten Zeiten. Es werden die Rauhnächte thematisiert. Zu Pfingsten gibt es ein großes Ritterturnier mit Lanzenstechen. Die Waldburg gehört zu den privat geführten Museen in Deutschland und kommt ohne öffentliche Förderung aus.

## Zitate
„Dem Reisenden, der aus Franken und Baiern herüber kommt, empfehlen wir den Besuch der Waldburg, die wie geschaffen ist zu einer Rundsicht.“